# Ctenaxina brunnea
Ctenaxina brunnea là một loài bọ cánh cứng trong họ Cleridae. Loài này được miêu tả khoa học đầu tiên năm 1906 bởi Schenkling.